# Cuestiones medioambientales en Mongolia

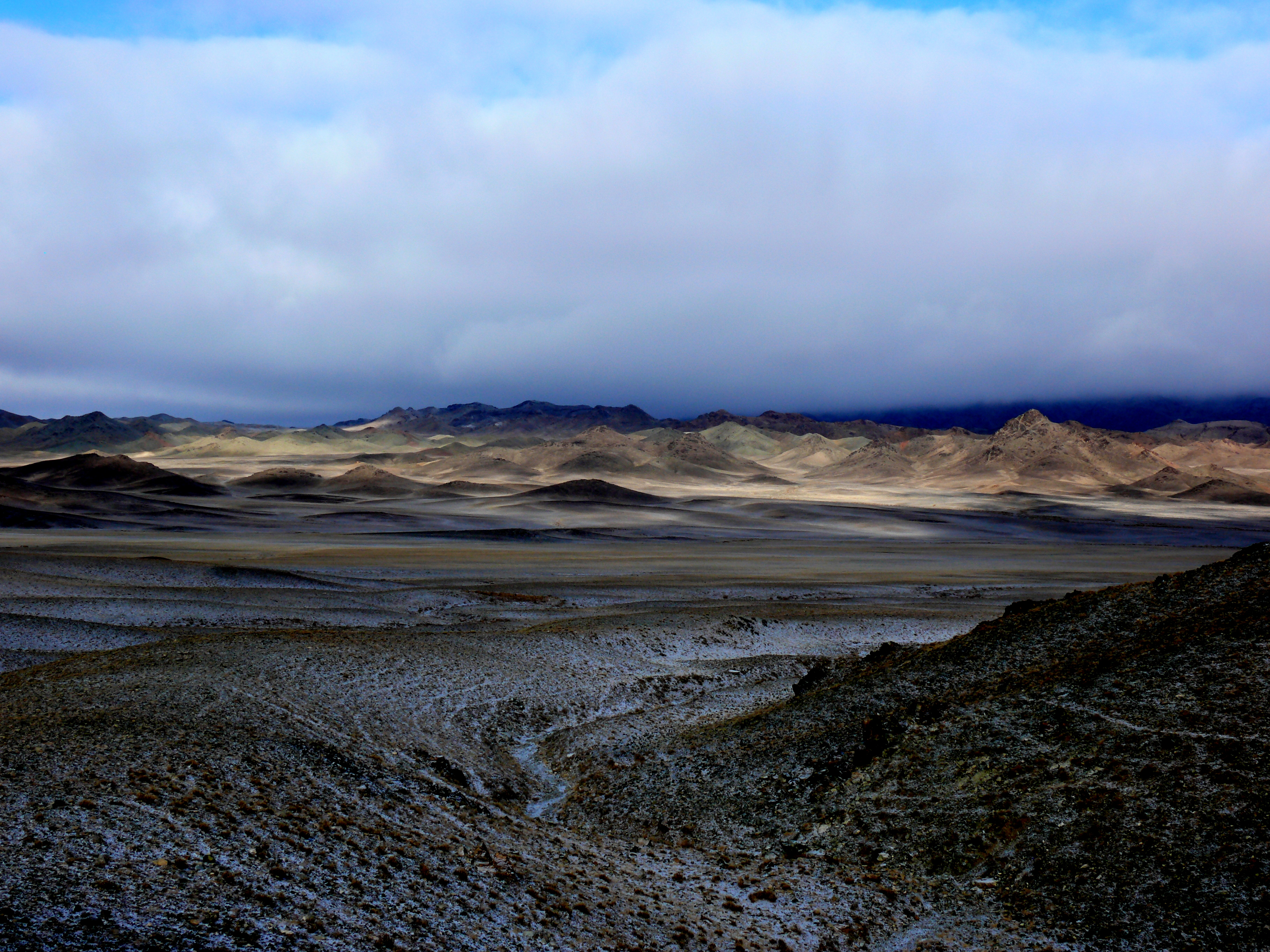
El desierto de Gobi, provincia de Ömnögovi. La desertificación es un problema clave en Mongolia.

Existen muchos problemas ambientales urgentes en Mongolia que son perjudiciales tanto para el bienestar humano como para el medio ambiente. Estos problemas han surgido en parte debido a factores naturales, pero cada vez más debido a acciones humanas. Uno de estos problemas es el cambio climático, que será responsable de un aumento de la desertificación, los desastres naturales y la degradación de las tierras. Otra es la deforestación, que está aumentando debido a la actividad humana, las plagas, las enfermedades y los incendios. Las tierras de Mongolia se están volviendo más áridas debido a la desertificación, un proceso que se está agravando debido al uso irresponsable de la tierra. Además, cada vez hay más especies que desaparecen y corren riesgo de extinción. Además, especialmente en los centros de población, los mongoles se enfrentan a la contaminación del aire y del agua causada por la industrialización .

## Cambio climático

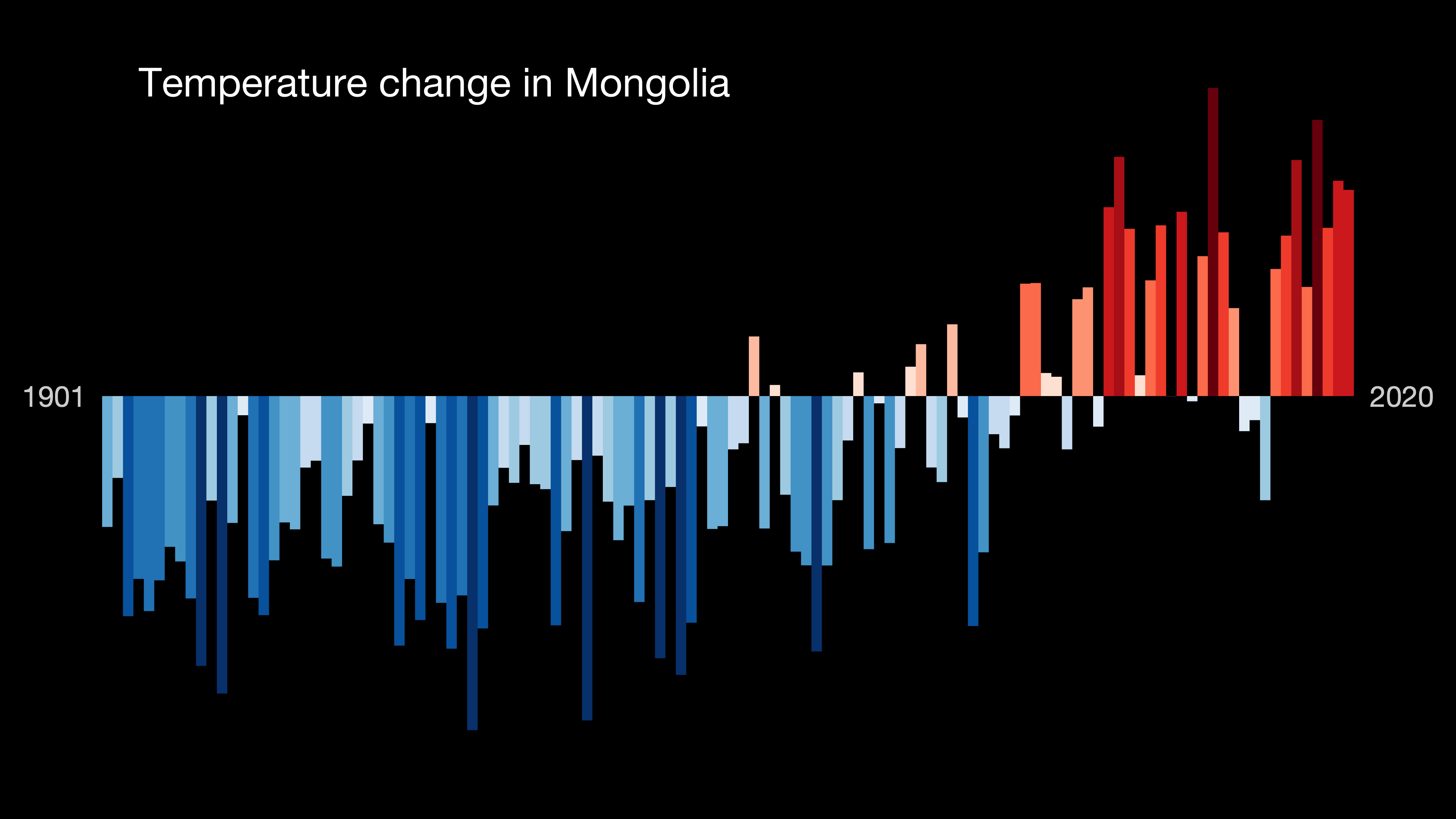
Visualización del cambio de temperatura en Mongolia, 1901 a 2020.

El cambio climático ha amenazado las formas de vida de los pastores tradicionales, ya que es un factor impulsor de dzuds y gans disruptivos, también conocidos como fenómenos climáticos extremos o desastres naturales. Las tormentas invernales, los períodos de sequía y las temperaturas extremas se han vuelto más frecuentes. Hasta el año 2000, se producían aproximadamente 20 fenómenos extremos por año, pero desde ese año ese número se ha duplicado hasta alcanzar 40 fenómenos por año. Entre 2008 y 2010, Mongolia sufrió 153 fenómenos extremos, la mayoría de los cuales fueron fuertes vientos, tormentas e inundaciones provocadas por la escorrentía.
Desde 1940, la temperatura media anual en Mongolia ha aumentado al menos un 1,8 °C. Se considera que este cambio de temperatura es responsable del aumento de la aridez de los pastizales y, como consecuencia, de una disminución de la producción de biomasa. Se espera que el desierto de Gobi avance hacia el norte aproximadamente entre 6 y 7 km/año, lo que se espera que limite aún más los pastizales.
Se espera que otro resultado de estos cambios meteorológicos sean precipitaciones que se produzcan en ráfagas concentradas y que el suelo no pueda absorber. El aumento de las temperaturas también derretirá los glaciares de alta montaña, degradará el permafrost y provocará una mayor transpiración de las plantas.
Mongolia, específicamente los barrios vulnerables de Ulaanbaatar, está recibiendo ayuda del Banco Europeo de Inversiones para convertir los barrios vulnerables al cambio climático en distritos más resilientes al clima y ecológicos. Los planes prevén la construcción de 10.000 casas en 20 barrios respetuosos con el medio ambiente, con fácil acceso a empresas y empleos cercanos. Las familias lideradas por mujeres en Mongolia tendrán acceso preferencial a estas nuevas viviendas ecológicas y asequibles, y el 40% de los lugares de trabajo y al menos el 40% de los préstamos hipotecarios ecológicos se destinarán a empresas lideradas por mujeres. 
En abril de 2024, Bloomberg informó que el cambio climático está afectando significativamente a Mongolia, particularmente a través de la creciente frecuencia de eventos " dzud ", con seis ocurrencias en la última década que causaron la pérdida de alrededor de 5,9 millones de animales, o el 9% del ganado del país. El país ha experimentado un aumento de temperatura de 2,5 °C en los últimos 80 años, lo que ha agravado la degradación ambiental y los desafíos económicos. A pesar de que la producción ganadera representa sólo el 10% del PIB, sustenta a más del 80% de la población rural. El último evento dzud afectó a casi todo el país, lo que resultó en un aumento del 7% en el índice de precios al consumidor de Mongolia y mayores costos del forraje, que también impactan en la vital industria de la cachemira. Las iniciativas internacionales y nacionales se centran en prácticas sostenibles y energía renovable para mitigar estos efectos del cambio climático.

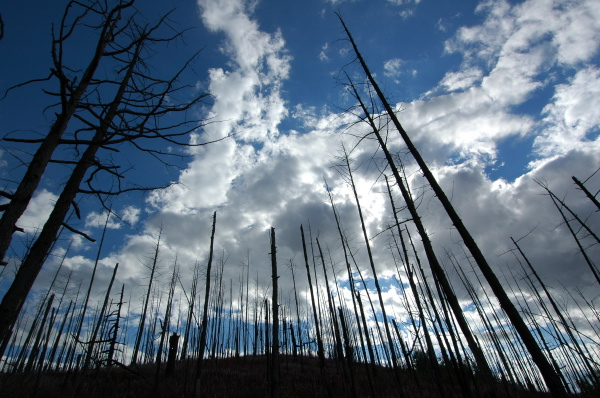
Un bosque en Mongolia, después de un incendio forestal.

## Deforestación
Mongolia tiene escasos recursos forestales y, debido a su duro clima, el crecimiento de sus bosques es lento. Sin embargo, los bosques ayudan a mantener las condiciones del agua, prevenir la degradación del suelo, preservar el permafrost y controlar los gases de efecto invernadero y otras emisiones nocivas. Sin embargo, estos recursos forestales limitados han ido disminuyendo debido a la tala, los incendios, las plagas y las enfermedades.
En el año 2000, más de 1,2 millones de hectáreas de tierras forestales habían sido invadidas por plagas. Debido a la propagación de plagas, más de 300.000 ha de bosque no pudieron crecer.
Los incendios aumentaron con mayor regularidad debido al descuido de las personas que ingresaban al bosque (por ejemplo, a través de fogatas que se escapaban, actividades militares, maquinaria agrícola), deteriorando aún más la cubierta forestal. En 2008 se produjeron 178 incendios forestales que afectaron 927.990 hectáreas de estepa y causaron pérdidas por valor de 17.600 millones de tugriks.
También se talaban árboles para utilizarlos como combustible, lo que supone un total de 1,3 millones de metros cúbicos de madera al año. Además, las deficientes técnicas de explotación forestal y la ineficiencia de la industria maderera hicieron que sólo el 60% de la madera se utilizara con fines lucrativos.
El resultado de todos estos factores es que entre 1980 y 2000 se perdió el 10% de la cubierta forestal de Mongolia. Esta deforestación ha provocado la reducción de los niveles de las aguas subterráneas, inundaciones repentinas y más desertificación.
Tres leyes fundamentales para abordar esta cuestión son la "Ley de Bosques", la "Ley de Protección de Bosques e Incendios Esteparios" y la "Ley de Cobro de Tasas por la Cosecha de Madera y Leña". Juntas, estas leyes establecen que el 70% o más de los ingresos obtenidos por la cosecha de madera deben destinarse a la protección y restauración de los bosques. Estas leyes se han complementado con otros reglamentos y resoluciones de protección forestal. A pesar de ello, a partir de 2004 la tasa de reforestación se sitúa por debajo del 15%.
Mongolia obtuvo en 2018 una puntuación media en el Índice de Integridad del Paisaje Forestal de 9,36/10, lo que la sitúa en el sexto lugar a nivel mundial entre 172 países.

## Desertificación

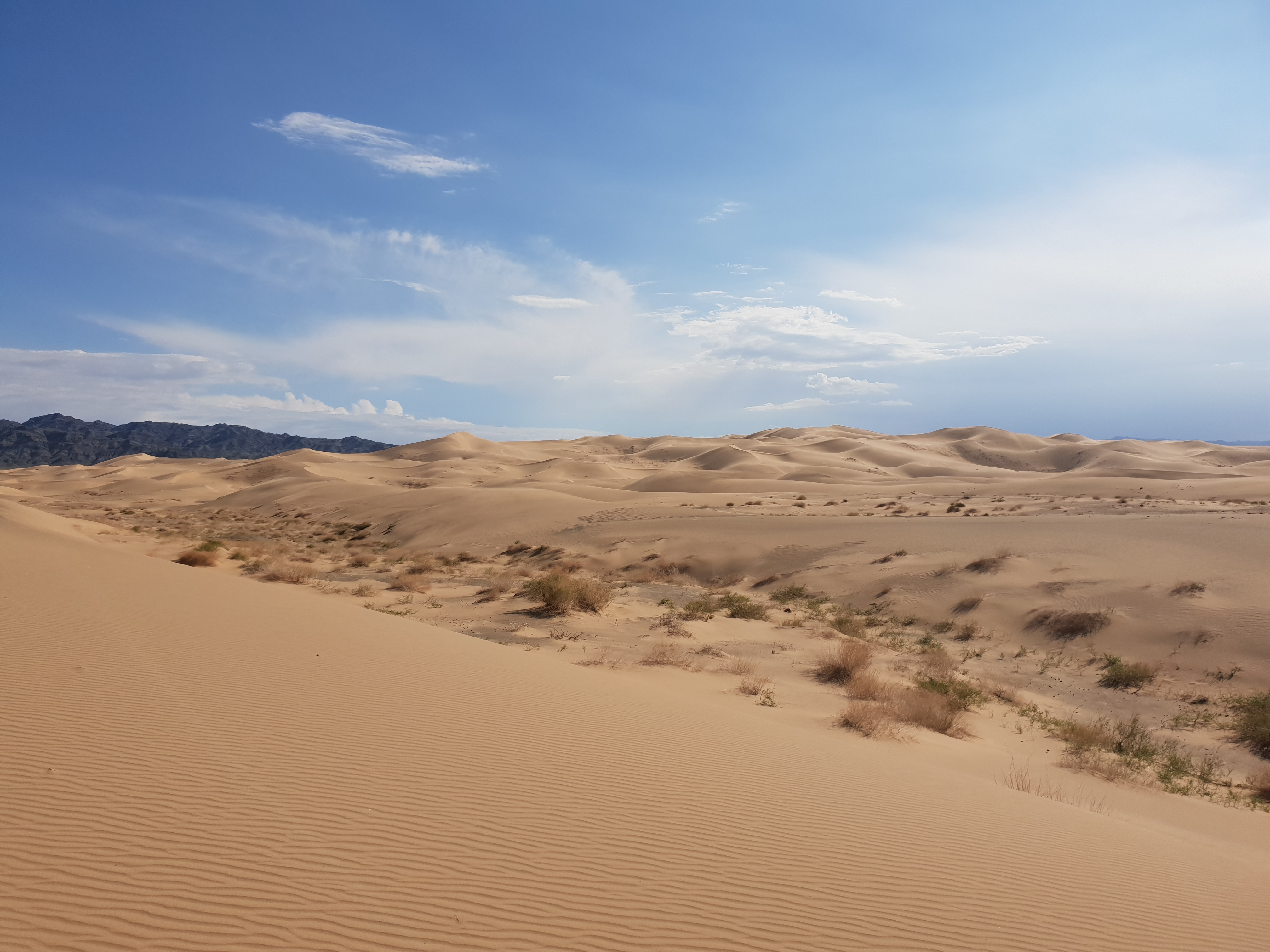
El desierto de Gobi.

La desertificación se define como el proceso por el cual una tierra fértil se transforma en desierto, y se caracteriza por la pérdida de la cubierta vegetal, el aumento de la superficie arenosa y la desecación de las zonas húmedas. Al menos el 90% de los pastizales de Mongolia han experimentado algún nivel de desertificación. Entre 1996 y 2009, hasta un tercio de los ríos se secaron o se vieron afectados por condiciones de sequía. Se ha descubierto que la desertificación es causada predominantemente (aproximadamente el 87%) por factores humanos más que por factores naturales. Estos factores antropogénicos incluyen el pastoreo excesivo del ganado, la erosión de los suelos agrícolas, los incendios y el cambio climático.
En Mongolia, más del 70% de los pastizales están degradados y la tasa de crecimiento de la vegetación se ha reducido en un factor de 5. Entre 2007 y 2010 la superficie cubierta de bosques disminuyó en 383.600 hectáreas.
El Gobierno de Mongolia ha creado un Comité Nacional de Lucha contra la Desertificación y un Centro Nacional de Lucha contra la Desertificación. Entre 1990 y 2001, el Gobierno gastó 24,6 millones de dólares en 14 proyectos de lucha contra la desertificación en Mongolia.

## Pérdida de biodiversidad

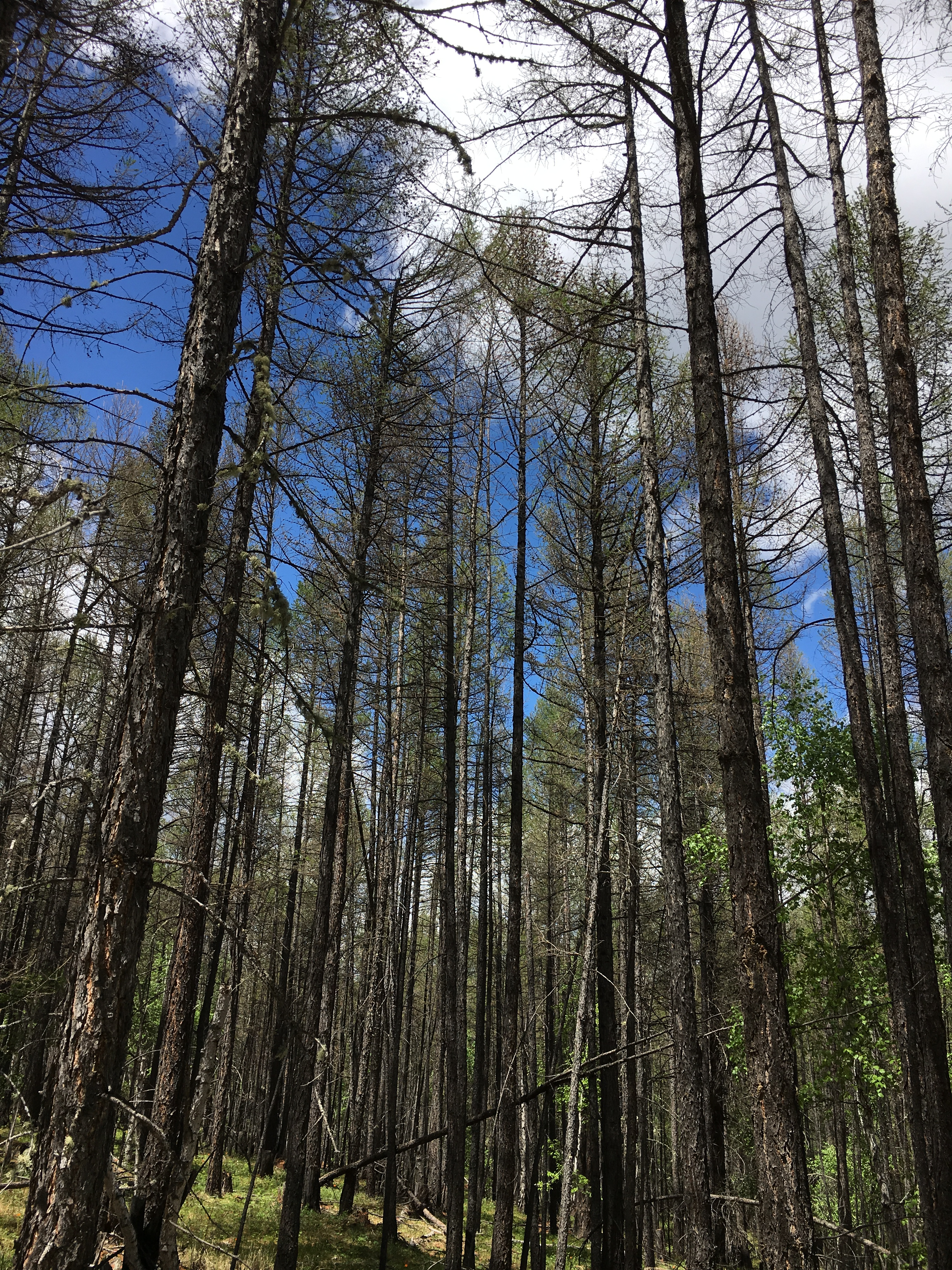
Árboles de Larix sibirica que sufren defoliación como resultado de las orugas de la polilla de seda siberiana, Parque Nacional Terelj.

Mongolia mantiene una biodiversidad innata, debido a sus ecosistemas únicos y a menudo inalterados. Tiene algunas de las últimas poblaciones de especies en peligro de extinción del mundo y cuenta con muchas especies que sólo pueden encontrarse dentro de él. Sin embargo, la biodiversidad de Mongolia está amenazada por su creciente población y la demanda de recursos naturales. Estas presiones provocan actividades como la agricultura, la minería y la caza en zonas que antes no estaban perturbadas.
La fauna silvestre se caza y se captura de diversas maneras, incluido el uso directo de carne y productos animales y la comercialización de estos animales. Se realizan capturas a gran escala tanto de gacelas como de peces para uso comercial. Otro fenómeno es la captura de animales raros y valiosos por parte de cazadores extranjeros que poseen licencias especiales.
El gobierno de Mongolia ha tomado medidas para abordar el problema de la pérdida de biodiversidad. En 2002 había 11 zonas terrestres protegidas en Mongolia. El gobierno también aprobó la Ley de Protección Ambiental de Mongolia (1995), que incluye capacitación ecológica, compensación por daños ambientales, incentivos económicos para la protección ambiental y participación de ONG en la protección. Otras leyes notables incluyen la Ley de Caza de Mongolia (1995) que regula la protección y el uso adecuado de los animales cazados, la Ley de Plantas Naturales de Mongolia (1995) que regula la protección y restauración de las plantas, y la Ley del Agua (1995), que protege las reservas y la calidad del agua.

## Contaminación

### Contaminación del aire

#### Contaminación del aire en interiores

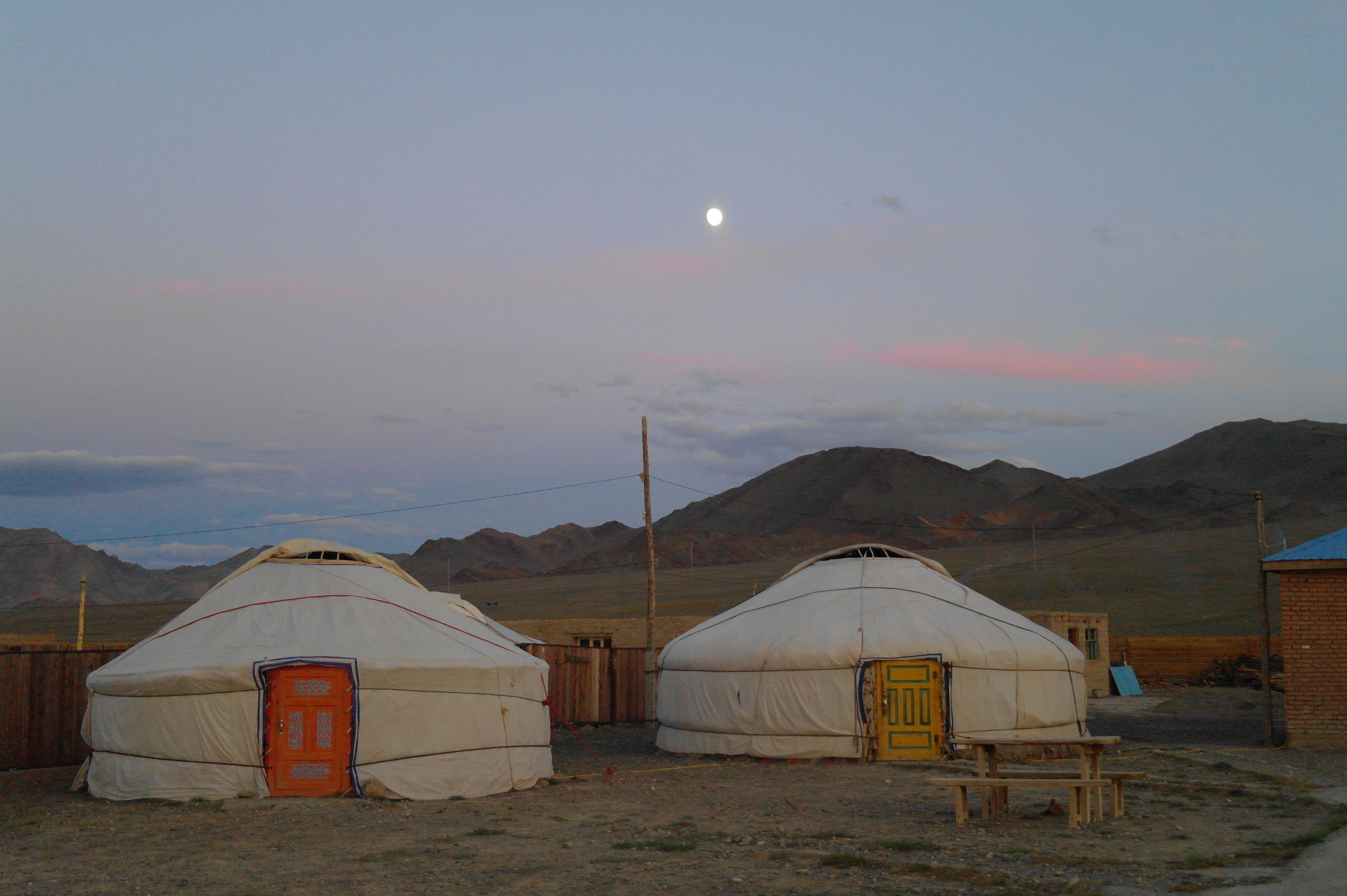
Los Gers mongoles, como los que aparecen en la imagen, sufren contaminación del aire en interiores.

La contaminación del aire en interiores es un problema en Mongolia debido a la quema de carbón y biomasa como combustibles en los hogares y a una ventilación inadecuada. Debido a los inviernos muy fríos de Mongolia (que tienen temperaturas promedio por debajo de 0 grados desde noviembre a marzo) y las noches a menudo frías, los mongoles necesitan mucha energía para calefacción, además de la energía necesaria para cocinar. En los Gers (viviendas tradicionales de Mongolia), el carbón es el combustible más utilizado, y la quema de carbón y otra biomasa (como madera, residuos de cultivos, etc.) en estufas simples hace que el aire dentro de los espacios habitables tenga niveles elevados de monóxido de carbono y partículas. En casos raros, la gente muere por la acumulación de humo y la mala gestión de la ventilación.

#### Contaminación del Aire Urbano
La contaminación del aire es un problema en las ciudades de Mongolia, especialmente en Ulaanbaatar, la ciudad más grande y densamente poblada del país. La contaminación en Ulaanbaatar proviene de las emisiones de vehículos, centrales eléctricas, gers y otras actividades industriales . 
Entre 1995 y 2002, el número de vehículos en Ulan Bator aumentó más del doble. Aproximadamente el 80% de los vehículos en la ciudad no cumplen con los estándares de emisiones o eficiencia de combustible. Esto da como resultado que los vehículos agreguen 70 toneladas de contaminantes al aire cada año. El gran aumento de automóviles en la ciudad ha coincidido con un aumento de los niveles de dióxido de nitrógeno.
Durante la temporada de frío, hay un mayor uso de energía para fines de calefacción y, como resultado, aumentan los niveles de contaminación del aire. Durante el invierno, las tres centrales eléctricas diésel de Ulán Bator liberan 4,5 millones de metros cúbicos de contaminantes gaseosos. También hay muchas centrales eléctricas de carbón en Ulán Bator. Más de 250 calderas de vapor queman 400.000 toneladas de carbón cada año, y las gers y casas con calefacción manual queman más de 200.000 metros cúbicos de leña cada año. Se ha demostrado que las partículas en suspensión (causadas por tormentas de polvo y contaminación) alcanzan su punto máximo en los meses de invierno. Los promedios diarios de concentración de partículas en el aire pueden variar entre dos y tres veces superiores a los estándares internacionales. Se ha demostrado que las concentraciones de partículas se correlacionan con la muerte prematura. En las estaciones frías, el contenido atmosférico de monóxido de carbono es de 2 a 4 veces la cantidad permitida y se informa que las enfermedades respiratorias agudas (como la tuberculosis y otras enfermedades pulmonares) son más altas también durante el invierno.

### Contaminación del Agua

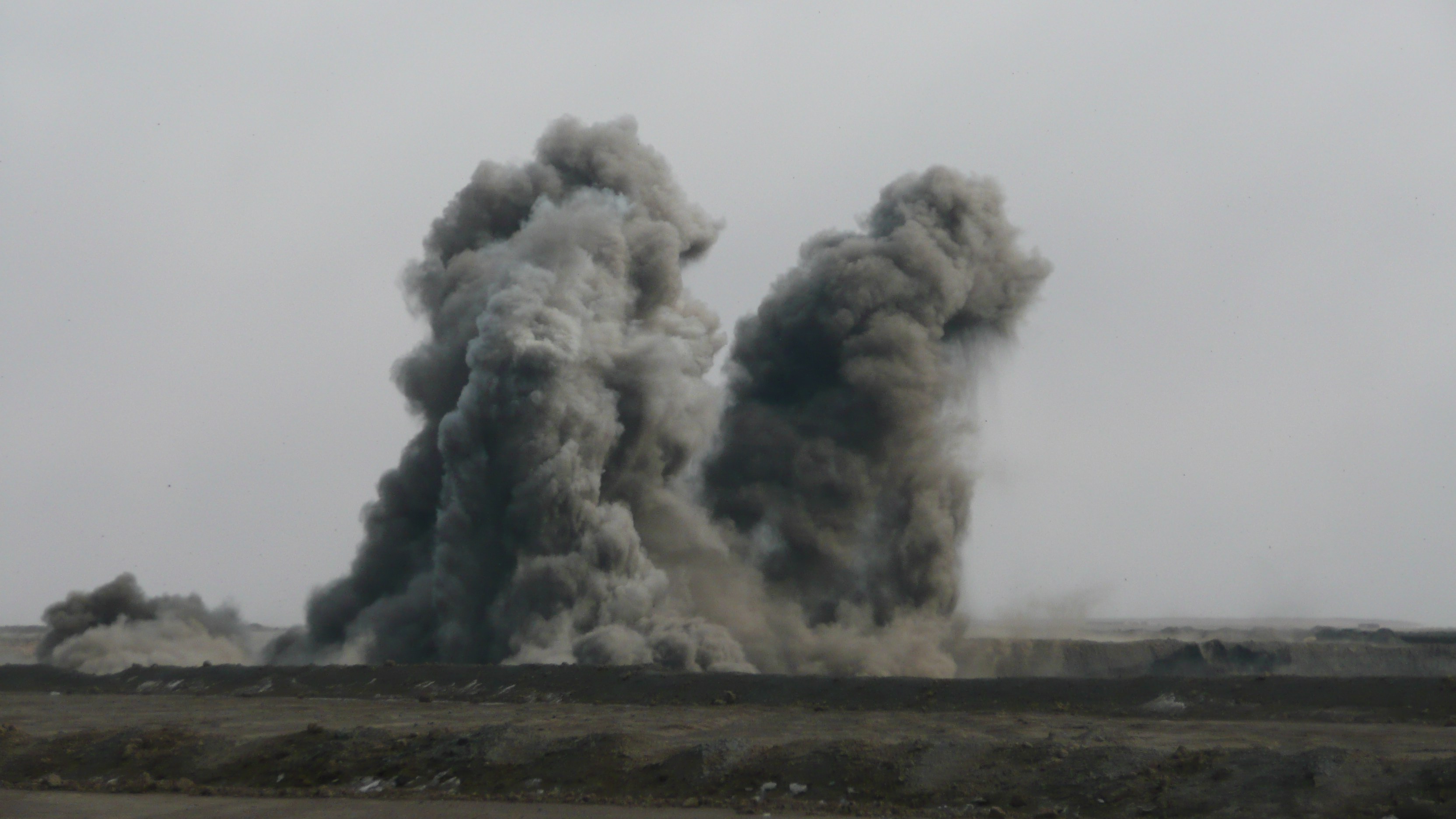
Contaminación del aire de la mina de carbón de Tavan Tolgoi.

La industria minera de Mongolia está vinculada con problemas de contaminación del agua. Después del colapso de la Unión Soviética en 1991, el Gobierno de Mongolia inició políticas que permitieron a la industria minera operar con relativamente pocas regulaciones, con el propósito de promover el crecimiento económico. La nueva Ley de Minerales de 1997 , promulgada después de que la Unión Democrática de centroderecha llegara al poder en 1996, sirvió para liberalizar la industria minera al debilitar las restricciones para obtener licencias mineras y permitir la propiedad extranjera de empresas mineras. Posteriormente, la minería, y especialmente la minería de oro que representa el 60% de la industria, ha experimentado un crecimiento importante. Entre 1991 y 2001 la producción de oro se multiplicó por 17. Sin embargo, este crecimiento ha provocado preocupaciones ambientales, una de las principales es la contaminación del agua. En las cuencas y cabeceras de los ríos se encuentran a menudo depósitos mineros de cianuro, ácido sulfúrico y otras toxinas. El uso ineficiente de grandes cantidades de agua para la extracción de oro ha provocado mayor contaminación y el secado de los arroyos. Se ha identificado la minería como causa de contaminación en 28 ríos y arroyos. Además, el estado cuenta con un sistema de monitoreo de sitios débil.
Como reacción a los efectos de la minería sobre la calidad del agua, en 2001 se formó el Movimiento del Río Ongi. Su objetivo era proteger el río Ongi y evitar una mayor degradación. El grupo participó en actividades de organización de base y logró detener 36 de las 37 licencias mineras emitidas a lo largo del río Ongi. El Movimiento del Río Ongi se unió a otros Movimientos del Río en 2006 para formar la Coalición de Protección de la Patria y el Agua. El HWPC se disolvió en 2008 debido a desacuerdos internos, pero la organización sentó el precedente de cómo los activistas locales pueden crear un cambio nacional en Mongolia. Uno de los grupos que surgió después del HWPC fue el Movimiento Unido de Ríos y Lagos de Mongolia. Este grupo jugó un papel decisivo en la aprobación de una ley que prohibía la minería en las cabeceras de los ríos.
La contaminación del agua también puede estar relacionada con el vertido de desechos humanos e industriales no tratados o semitratados. Cada año se eliminan sin tratamiento más de 120 millones de metros cúbicos de residuos.

## Lectura adicional
- Takahiro Ozaki y Hiroki Takakura (2021) Introducción: desastre ambiental en la historia moderna de Mongolia, Journal of Contemporary East Asia Studies, doi 10.1080/24761028.2021.2015837
- Liu, M., Dries, L., Huang, J., Min, S. y Tang, J. (2019). Los impactos de la política ecoambiental en la degradación de los pastizales y la producción ganadera en Mongolia Interior, China: un análisis empírico basado en el modelo de ecuaciones simultáneas. Política de Uso del Suelo, 88, 104167.doi 10.1016/j.landusepol.2019.104167[
- Vova, O., Kappas, M., Renchin, T. y Fassnacht, SR (2020). Evento climático extremo y su impacto en la resiliencia del paisaje en la región de Gobi de Mongolia. Teledetección, 12 (18), 2881.doi 10.3390/rs12182881
- Naidu-Ghelani, Rajeshni (2011) Los países más contaminados del mundo, CNBC, 5 de octubre de 2011